# 速日峰橋
速日峰橋（はやひのみねきょう）は、宮崎県延岡市北方町に1976年に竣工した上路式吊床版橋である。

## 概要
F = L/10（サグ量）にて張り渡された吊床版上に鉛直材を設け、上路桁を設置した（連続PC版）、日本初の車道用橋梁である。支間長約50メートル (m) である。
施工者はピーエスコンクリート社、主に荒川敏雄氏、藤元安宏氏ref(1)が関与し、久留米工場（PS社）にて、5分の1モデル試験にて構造挙動を確認後、実施工に移された。
画期的橋梁であり、当時FIPロンドン大会にも出品、協会誌「プレストレストコンクリート」ref（１）「橋梁」「橋梁と基礎」に掲載された。
　吊床版橋SpannBandはドイツD&W社のフィンスターバルダー博士によって考案された橋梁
構造形式であり、トルコ、ボスポラス海峡横断橋に提案され、また本四連絡橋にも提案され
たが架橋に至らなかった。大阪万博会場にL=15mが架橋された（鹿島建設、根本文夫氏関与）。
ref（１）：『速日峰橋の設計と施工（その１）』『”（その２）』プレストレスト・コンクリートVol.19,No.5,1977 Vol.21,No.5,1979
また、宮崎の橋101選にも載っている。